# Râul Țibana
Râul Țibana este un curs de apă, afluent al râului Sacovăț. 